# 마블 히어로즈
마블 히어로즈는 가질리온 엔터테인먼트 시크릿 아이덴티티 스튜디오에서 제작한 프리 투 플레이 방식의 액션 롤플레잉 대규모 다중 사용자 온라인 게임이다. 플레이어는 게임 내에서 아이언맨, 캡틴 아메리카, 토르, 울버린 등 마블 코믹스의 영웅들을 선택하여 게임을 진행할 수 있다. 2013년 6월 4일 정식 서비스를 시작하였다. 정식 서비스 시작 전에 패키지를 구매한 사람들에 한해서는 5월 29일부터 서비스를 시작하였다.

## 게임 방식
게임 방식은 액션 롤플레잉 게임인 디아블로 시리즈와 매우 유사하다. 프리 투 플레이 방식이라 게임을 하면서 전혀 돈을 지불할 필요가 없다.

## 캐릭터
마블 코믹스에 등장하는 영웅과 빌런이 나온다. 플레이어는 영웅 중 하나를 선택하여 게임을 진행할 수 있다. 처음 진행시 선택할 수 있는 캐릭터는 휴먼토치, 퍼니셔, 캡틴 아메리카, 블랙팬서, 호크아이, 루크 케이지, 블랙위도우, 스톰, 콜로서스, 로켓라쿤, 데어데블이다. 이 외의 캐릭터는 돈을 지불하면 선택할 수 있다. 게임을 진행하다 보면 일정 확률로(거의 주기적으로) E.S(Eternity Splinter)를 얻어 랜덤한 영웅을 얻거나(175 E.S) 더 많이 지불하여 원하는 캐릭터를 구입할 수 있다. 캐릭터는 각각의 의상을 가지고 있고 이 의상 역시 구매하면 입힐 수 있다. 코믹스 의상이나 영화 의상 등 다양한 의상이 존재한다. 몇몇 캐릭터와 의상은 한정판으로 정식 서비스 시작 전에 얼티메이트 팩을 구매한 사람들만 얻을 수 있다.
| 선택 가능한 영웅                                                                 | 선택 가능한 영웅                                                                               | 선택 가능한 영웅                                                                                           | 선택 가능한 영웅 | 선택 가능한 영웅                                                                      | 선택 가능한 영웅                                                                                         | 선택 가능한 영웅                                  |
| -------------------------------------------------------------------------------- | ---------------------------------------------------------------------------------------------- | --- | --- | ------------------------------------------------------------------------------------- | --- | ------------------------------------------------- |
| - 블랙 팬서 - 블랙 위도우 - 케이블 - 캡틴 아메리카 - 콜로서스 - 사이클롭스       | - 데어데블 - 데드풀 - 닥터 스트레인지 - 에마 프로스트 - 갬빗 - 고스트 라이더                   | - 호크아이 - 헐크 - 휴먼 토치 - 아이언맨 - 인비저블 우먼 - 진 그레이                                       | - 저거노트 - 루크 케이지 - 로키 - 매그니토 - 미스터 판타스틱 - 문 나이트                                                          | - 미즈 마블 - 나이트크롤러 - 노바 - 퍼니셔 - 사일록 - 로켓 라쿤                       | - 스칼렛 위치 - 실버 서퍼 - 스파이더맨 - 스쿼럴걸 - 스타로드 - 스톰                                      | - 태스크마스터 - 싱 - 토르 - 베놈 - 울버린 - X-23 |
| 팀 업 캐릭터                                                                     |                                                                                                | | |                                                                                       | |                                                   |
| - 아라크네 - 베타 레이 빌                                                        | - 클레아 - 데디풀 키드                                                                         | - 도미노 - 팰컨                                                                                            | - 파이어스타 - 하복 | - 매직 - 쉬헐크                                                                       | - 스파이더맨 - 스파이더우먼                                                                              | - 와스프                                          |
| 선택 불가능한 영웅                                                               |                                                                                                | | |                                                                                       | |                                                   |
| - 애덤 워록 - 에이전트 리 - 비스트 - 벤 유릭 - 비숍 - 클록 - 대거 - 콜린 윙 - 둡 | - 도르마무 - 드래곤맨 - 덤 덤 듀건 - 에드윈 자비스 - 판드랄 - 포지 - 고스트 - 그루트 - 행크 핌 | - H.E.R.B.I.E. - 헤임달 - 이카리스 - 아이언 피스트 - 진 디울프 - 제시카 존스 - 지미 우 - 조캐스타 - 카자르 | - 매디슨 제프리스 - 마리아 힐 - 모이라 맥태거트 - 미스터 판타스틱 - 미스티 나이트 - 문스타 - 모프 - 멀티플맨 - 닉 퓨리 - 노스스타 | - 페퍼 포츠 - 필 콜슨 - 프로페서 X - 로그 - 세르시 - 셰나 - 샤론 카터 - 쉬헐크 - 시프 | - 실버 세이블 - 스피드볼 - 스펜서 스마이드 - 태비사 스미스 - 발키리 - 비전 - 워 머신 - 주시자 - 볼스태그 | - 윌리엄 스트라이커 - 원더맨 - 유키오             |
| 빌런 및 보스 캐릭터                                                              |                                                                                                | | |                                                                                       | |                                                   |
| - 블랙 캣 - 블롭 - 본브레이커 - 불스아이 - 닥터 둠 - 닥터 옥토퍼스               | - 일렉트로 - 엘렉트라 - 기간토 - 고르곤 - 그린 고블린 - 그림 리퍼                              | - 후드 - 저거노트 - 킹핀 - 커스 - 레이디 데스스트라이크 - 리빙 레이저                                      | - 로키 - 마담 하이드라 - 말레키스 - 매그니토 - 맨에이프 - 만다린                                                                  | - 미스터 시니스터 - 모도크 - 몰맨 - 파이로 - 라이노 - 세이버투스                      | - 사우론 - 쇼커 - 토드 - 툼스톤 - 베놈                                                                   | - 위저드                                          |
| 영웅 집단                                                                        |                                                                                                | | |                                                                                       | |                                                   |
| - 알파 플라이트 - 아르가르드                                                     | - 어벤저스 - 판타스틱 포                                                                       | - 가디언즈 오브 갤럭시 - 히어로즈 포 하이어                                                                | - 마블 나이츠 - S.H.I.E.L.D. | - 엑스맨 - 엑스포스                                                                   | - 썬더볼츠                                                                                               |                                                   |
| 빌런 집단                                                                        |                                                                                                | | |                                                                                       | |                                                   |
| - A.I.M. - 브루드                                                                | - 다크 엘프 - 악마                                                                             | - 서리 거인 - 핸드                                                                                         | - 하이드라 - 마지아 | - 프레더터 X - 퓨리파이어스                                                           | - 리버스 - 센티널                                                                                        | - 서펀트맨 - 서브테라니아                         |

## 성우진
- 리엄 오브라이언 - 일렉트로, 나이트크롤러, 하복, 레드 스컬 = 온슬로트, 엔젤 = 아크엔젤
- 스티브 블룸 - 로켓 라쿤, 울버린, 태스크마스터, 미스터 시니스터, 사우론, 나스터
- 타라 스트롱 - 스쿼럴걸, 모이라 맥태거트, 대거, 제시카 존스, X-23, 매직
- 크리스핀 프리먼 - 케이자, 고르곤, 파이로, 로키, 에이전트 베놈
- 프레드 태터쇼어 - 헐크, 저거노트, 만다린, 비스트, 블롭
- 놀런 노스 - 데드풀, 로켓 라쿤, 툼스톤
- 릭 D. 와서먼 - 토르, 불스아이, 클록, 위저드
- 크리스 콕스 - 콜로서스, 호크아이, 스타로드
- 데이비드 보트 - 싱, 쇼커, 후드
- 제임스 아널드 테일러 - 매그니토, 실버 서퍼, 아이스맨
- 제임스 C. 매시스 2세 - 블랙 팬서, 루크 케이지, 워 머신
- 카리 월그렌 - 에마 프로스트, 클레아, 붐붐
- 마크 워든 - 아이언맨 = 토니 스타크, 퍼니셔
- 메리 엘리자베스 맥글린 - 문드래곤, 제시카 존스, 애비게일 브랜드
- 메리 페이버 - 쉬헐크, 진 디울프, 스파이더걸
- 로빈 앳킨 다운스 - 그림 리퍼, 도르마무, 문 나이트
- 에이프릴 스튜어트 - 진 그레이, 사일록
- 브라이언 블룸 - 캡틴 아메리카, 데어데블
- 캐서린 테이버 - 로그, 샤나
- 크리스토퍼 대니얼 반스 - 심비오트 스파이더맨, 슈피리어 스파이더맨
- 콜린 오쇼너시 - 아라크네, 와스프
- 대니엘 니콜렛 - 미즈 마블, 스톰
- 데이브 위튼버그 - 비전, 토드
- 제임스 M. 코너 - 케이블, 윌리엄 스트라이커
- 제니퍼 헤일 - 블랙 캣, 토르(제인 포스터)
- 케이트 히긴스 - 스칼렛 위치, 조캐스터
- 매슈 양 킹 - 데드풀, 휴먼 토치
- 닐 캐플런 - 베놈, 세이버투스
- 닉 제임슨 - 모도크, 닥터 스트레인지
- 릭 파스콸로네 - 갬빗, 멀티플맨
- 톰 케니 - 닥터 옥토퍼스, 모프
- 트로이 베이커 - 노바(리처드 라이더), 데디풀 키드
- 월리 윙거트 - 앤트맨, 미스터 판타스틱
- 얼래나 유백 - 레이디 데드풀
- 앨리 힐리스 - 블랙 캣
- 어맨다 셀린 밀러 - 호크아이(케이트 비숍)
- 에이미 펨버턴 - 레이디 로키
- 앤드루 기시노 - 리빙 레이저
- 애슐리 존슨 - 스파이더우먼(그웬 스테이시)
- 벤저민 디스킨 - 라이노
- 범퍼 로빈슨 - 캡틴 아메리카(샘 윌슨)
- 카를로스 알라스라키 - 포지
- 찰리 애들러 - 슈퍼스크럴
- 클라크 그레그 - 필 콜슨
- 신시아 매퀼리엄스 - 미스티 나이트
- 대니엘 주도비츠 - 키티 프라이드
- 데이브 피노이 - 블레이드
- 데이비드 헤이터 - 윈터 솔저

## 같이 보기
- DC 유니버스 온라인
- 시티 오브 히어로
- 챔피언스 온라인

## 평가
| 평가 |                                                       |
| --- | ----------------------------------------------------- |
| 통합 점수 통합사 점수 메타크리틱 PC: 58/100 [ 1 ] PC ( 2015 ): 81/100 [ 2 ] PS4: 83/100 [ 3 ] XONE: 68/100 [ 4 ] 평론 점수 평론사 점수 IGN PC: 5.7/10 [ 5 ] |                                                       |
| 통합 점수 |                                                       |
| 통합사 | 점수                                                  |
| 메타크리틱 | PC: 58/100 PC (2015): 81/100 PS4: 83/100 XONE: 68/100 |
| 평론 점수 |                                                       |
| 평론사 | 점수                                                  |
| IGN | PC: 5.7/10                                            |